# John Thattumkal
John Thattumkal (Arthunkal, 23 giugno 1950) è un vescovo cattolico indiano, dall'8 maggio 2009 vescovo emerito di Cochin.

## Biografia
John Thattumkal è nato ad Arthunkal il 23 giugno 1950.

### Formazione e ministero sacerdotale
Ha frequentato le scuole elementari a Vallethodu e poi è entrato nel seminario minore "San Giuseppe" di Fort Cochin. È stato poi inviato al Pontificio Collegio Urbano di Roma. Ha conseguito la licenza in filosofia e teologia presso la Pontificia università urbaniana.
Il 3 agosto 1974 è stato ordinato presbitero per la diocesi di Cochin. Dal 1974 al 1978 ha studiato diritto canonico presso la Pontificia Università Lateranense a Roma. Tornato in patria ha ricoperto vari incarichi pastorali in diocesi dal 1978 al 1980 e poi è stato pro-cancelliere, cancelliere vescovile, consultore e procuratore diocesano dal 1980 al 1984.
Nel 1985 è entrato nella Società dei sacerdoti di San Giuseppe Benedetto Cottolengo. È quindi tornato a Roma dove è stato vice-rettore del Pontificio Collegio Urbano e professore di diritto canonico presso la Pontificia università urbaniana dal 1988 al 1992. Nel 1993 è tornato in India per assumere gli incarichi di superiore della comunità religiosa e parroco di North Parur, nella diocesi di Kottapuram; superiore delegato per l'India; e rettore del seminario minore "Cottolengo" di Nagar. Nel 1995 ha emesso la professione solenne. Al momento della nomina a vescovo era anche vicario giudiziale del tribunale diocesano di Kottapuram. È stato professore di diritto canonico in vari seminari dell'India.

### Ministero episcopale[1][2]
Il 10 maggio 2000 papa Giovanni Paolo II lo ha nominato vescovo di Cochin. Ha ricevuto l'ordinazione episcopale il 25 giugno successivo dall'arcivescovo metropolita di Verapoly Daniel Acharuparambil, coconsacranti il vescovo di Kottapuram Francis Kallarakal e quello di Alleppey Peter Michael Chenaparampil. È il primo e finora l'unico vescovo del suo ordine.
Nell'ottobre del 2008 è stato oggetto di un'indagine da parte dei funzionari della Chiesa per la controversa adozione di una donna di 26 anni. Monsignor Thattumkal aveva registrato l'adozione in un ufficio governativo il 9 settembre precedente, concedendo alla donna il diritto di ereditare i suoi beni personali. La polemica è scoppiata quando alcuni sacerdoti della diocesi si sono opposti all'adozione. Velayudhan Sudhakaran, un sub-cancelliere che registra tali atti a nome del governo, il 16 ottobre ha dichiarato a UCA News che monsignor Thattumkal era venuto nel suo ufficio a Mattanchery, un sobborgo di Kochi, e aveva firmato l'atto di adozione. "Due sacerdoti della diocesi hanno firmato come testimoni, il vescovo ha dichiarato che la donna era stata adottata come sua figlia e ho registrato l'atto", ha riferito. Padre Antony Thambi, funzionario delle pubbliche relazioni della diocesi di Cochin, ha dichiarato a UCA News che, dopo l'adozione, la donna è rimasta per un po' di tempo presso la pensione nel recinto del vescovado di Cochin. Monsignor Thattumkal non ha fatto alcuna dichiarazione alla stampa. Funzionari diocesani hanno riferito però riferito a UCA News che il vescovo aveva deciso di non parlare alla stampa dopo che Mathrubhumi, un giornale locale, aveva riportato la notizia il 13 ottobre. La testata aveva comunicato che la donna era figlia del reverendo P. K. Joseph, un prete ortodosso siriano. La sua famiglia aveva incontrato il vescovo durante un pellegrinaggio di gruppo in Terra santa. Il giornale ha riferito anche che monsignor Thattumkal era rimasto impressionato dalla spiritualità della donna e dalla sua vita di preghiera e che nutriva solo un affetto di tipo paterno nei suoi confronti.
Il 14 ottobre il reverendo Joseph ha detto a UCA News che sua figlia ha delle visioni mentre prega. Dopo una di queste visioni, ella aveva rivelato a monsignor Thattumkal l'esistenza di un giro di corruzione di molti miliardi di rupie che coinvolgeva alcuni membri del clero nella sua diocesi. Ciò ha aiutato il vescovo a scoprire irregolarità finanziarie e ha trasferito alcuni sacerdoti da posizioni chiave. I sacerdoti sconvolti dai trasferimenti hanno rilasciato una dichiarazione stampa che condannava l'adozione. Alcuni preti hanno riferito a UCA News che più tardi sette sacerdoti anziani in rappresentanza del clero nella diocesi si erano incontrati con l'arcivescovo metropolita di Verapoly Daniel Acharuparambil e si sono lamentati con lui del comportamento del loro vescovo. Dato che la diocesi di Cochin è suffraganea dell'arcidiocesi di Verapoly a monsignor Acharuparambil spettava l'autorità di vigilare sulla disciplina della Chiesa suffraganea. Alcune fonti hanno confermato che l'arcivescovo ha poi chiesto spiegazioni a monsignor Thattumkal sull'adozione.
L'11 ottobre monsignor Pedro López Quintana, nunzio apostolico in India, ha incontrato monsignor Thattumkal e ha discusso con lui dell'adozione. Il 13 ottobre, l'arcivescovo Daniel Acharuparambil ha visitato la diocesi di Cochin e ha discusso con il vescovo Thattumkal e con i sacerdoti.
Il 24 ottobre 2008 la Santa Sede ha nominato monsignor Daniel Acharuparambil amministratore apostolico sede plena di Cochin.
L'8 maggio 2009 papa Benedetto XVI ha accettato la sua rinuncia al governo pastorale della diocesi.

## Genealogia episcopale
La genealogia episcopale è:
- Cardinale Scipione Rebiba
- Cardinale Giulio Antonio Santori
- Cardinale Girolamo Bernerio, O.P.
- Arcivescovo Galeazzo Sanvitale
- Cardinale Ludovico Ludovisi
- Cardinale Luigi Caetani
- Cardinale Ulderico Carpegna
- Cardinale Paluzzo Paluzzi Altieri degli Albertoni
- Papa Benedetto XIII
- Papa Benedetto XIV
- Papa Clemente XIII
- Cardinale Enrico Benedetto Stuart
- Papa Leone XII
- Cardinale Chiarissimo Falconieri Mellini
- Cardinale Camillo Di Pietro
- Cardinale Mieczysław Halka Ledóchowski
- Cardinale Jan Maurycy Paweł Puzyna de Kosielsko
- Arcivescovo Józef Bilczewski
- Arcivescovo Bolesław Twardowski
- Arcivescovo Eugeniusz Baziak
- Papa Giovanni Paolo II
- Cardinale Jozef Tomko
- Arcivescovo Daniel Acharuparambil, O.C.D.
- Vescovo John Thattumkal, S.S.C.